# Bodenregion
Bodenregionen (BR) sind pedoregional untergliederte, an landschaftlichen Grenzen orientierte großräumige Bodeneinheiten. Sie werden nach den Leitböden der dominierenden Bodenlandschaften benannt.
Die Verbreitung der Bodenregionen wird vor allem durch das geologische Ausgangsmaterial und durch das Relief bestimmt.

## Bodenregionen in Deutschland
In Deutschland werden folgende Regionen unterschieden:
1. Bodenregion des Küstenholozäns
2. Bodenregion der (überregionalen) Flusslandschaften
3. Bodenregion der Jungmoränenlandschaften
4. Bodenregion der Altmoränenlandschaften
5. Bodenregion der Deckenschotterplatten und Tertiärhügelländer im Alpenvorland
6. Bodenregion der Löss- und Sandlösslandschaften
7. Bodenregion der Berg- und Hügelländer mit hohem Anteil an nichtmetamorphen Sedimentgesteinen im Wechsel mit Löss
8. Bodenregion der Berg- und Hügelländer mit hohem Anteil an nichtmetamorphen karbonatischen Gesteinen
9. Bodenregion der Berg- und Hügelländer mit hohem Anteil an nichtmetamorphen Sand-, Schluff-, Ton- und Mergelgesteinen
10. Bodenregion der Berg- und Hügelländer mit hohem Anteil an Magmatiten und Metamorphiten
11. Bodenregion der Berg- und Hügelländer mit hohem Anteil an Ton- und Schluffschiefern
12. Bodenregion der Alpen

## Untergliederung
Gemäß der Bodenkundlichen Kartieranleitung (KA5) gibt es sieben Aggregierungsstufen von der Einzelfläche einer Bodenform bis zur regionischen Dimension:

1. Bodenform → 2. Bodenformengesellschaft → 3. Leitbodengesellschaft → 4. Leitbodenassoziation → 5. Bodenlandschaft → 6. Bodengroßlandschaft → 7. Bodenregion

Anmerkung: Stufen 1 bis 4 Bodenformen und deren Vergesellschaftungen, Stufen 5 bis 7 orientieren sich an landschaftlichen Grenzen